# Jaramillo (Santa Cruz)
Pour les articles homonymes, voir Jaramillo.
Jaramillo est une localité rurale argentine située dans le département de Deseado, dans la province de Santa Cruz.

## Toponymie
Jaramillo est une localité située dans le département de Deseado, au nord-est de la province de Santa Cruz, qui a vu le jour par décret présidentiel en 1921, et a été nommée en hommage aux premiers colons ruraux de la région : Martín et Fermín Jaramillo. D'autres versions affirment que le nom a été donné en hommage à Gregorio Jaramillo, un sergent de l'armée du général Belgrano, qui s'est distingué par des actes héroïques lors de la bataille de Culpina, le 31 janvier 1816. Elle était à l'origine l'une des gares du chemin de fer de Patagonie (1914), dans le cadre de l'embranchement qui allait de Puerto Deseado à Las Heras et dont le parcours devait aboutir au lac Nahuel Huapi.

## Démographie
La localité compte 420 habitants (Indec, 2010), soit une augmentation de 94,4 % par rapport au précédent recensement de 2001 qui comptait 216 habitants.

## Histoire
Il s'agissait à l'origine d'une gare du chemin de fer de Patagonie, qui faisait partie de la ligne secondaire reliant Puerto Deseado à Las Heras, inaugurée en 1914 et qui devait à l'origine se terminer à Nahuel Huapi. En outre, après la fermeture, la ville a fonctionné comme un centre traditionnel pour les gauchos et (jusqu'aux années 1980) son bureau de poste a continué à fonctionner.
Peu après sa fondation, la ville a été le théâtre de l'exécution de Facón Grande, un leader des grèves rurales en Patagonie en 1921.
Sous le commandement du capitaine Viñas, de la police nationale, et sous la direction du lieutenant-colonel Héctor Varela, des exécutions ont été réalisées sans résumé, des meurtres à coups de fusil et de revolver, de travailleurs en grève, entre novembre et décembre 1921 ; les cadavres ont été brûlés, et 1000 sujets ont été enterrés dans des fosses communes, non identifiables et non identifiées. Les survivants ont vu leurs documents brûlés et leurs effets personnels confisqués.

## Géographie
Elle est située à 189 mètres d'altitude au milieu du plateau patagonien, sur la route nationale 281.

### Climat
Son climat est rude et froid. La température moyenne annuelle est de 6 °C, avec un maximum absolu de 28 °C et un minimum absolu de -25 °C.

## Dans la culture populaire
Au cinéma, il a été mentionné dans le film Días de Pesca sorti en 2012.